# Constant Wauters
Constant Wauters (Antwerpen, 5 juni 1826 - Napels, 22 september 1853) was een Belgisch kunstschilder. Hij maakte voornamelijk genrewerken in een romantische traditie.

## Leven en werk
Wauters studeerde aan de Koninklijke Academie voor Schone Kunsten van Antwerpen en trad daarna in de leer bij Ferdinand de Braekeleer. In 1846 exposeerde hij voor de eerste keer op de 'Antwerpse tentoonstelling van Schoone kunsten'. Hij onderscheidde zich vooral met genrewerken. Om zich verder te bekwamen in de schilderkunst reisde hij in 1852 samen met Felix Laureys naar Sicilië. Op de terugweg naar Rome werd hij plotseling ernstig ziek en overleed korte tijd later in Napels, 27 jaar oud. In 1856 werd in de Sint-Andrieskerk te Antwerpen een gedenksteen van bouwmeester Pieter Dens onthuld te zijner gedachtenis.
De jong gestorven Wauters liet een klein oeuvre na. Zijn werken bevinden zich onder andere in de collecties van het Koninklijk Museum voor Schone Kunsten te Antwerpen en een aantal Russische musea, waaronder het Hermitage Museum te Sint-Petersburg.

## Galerij

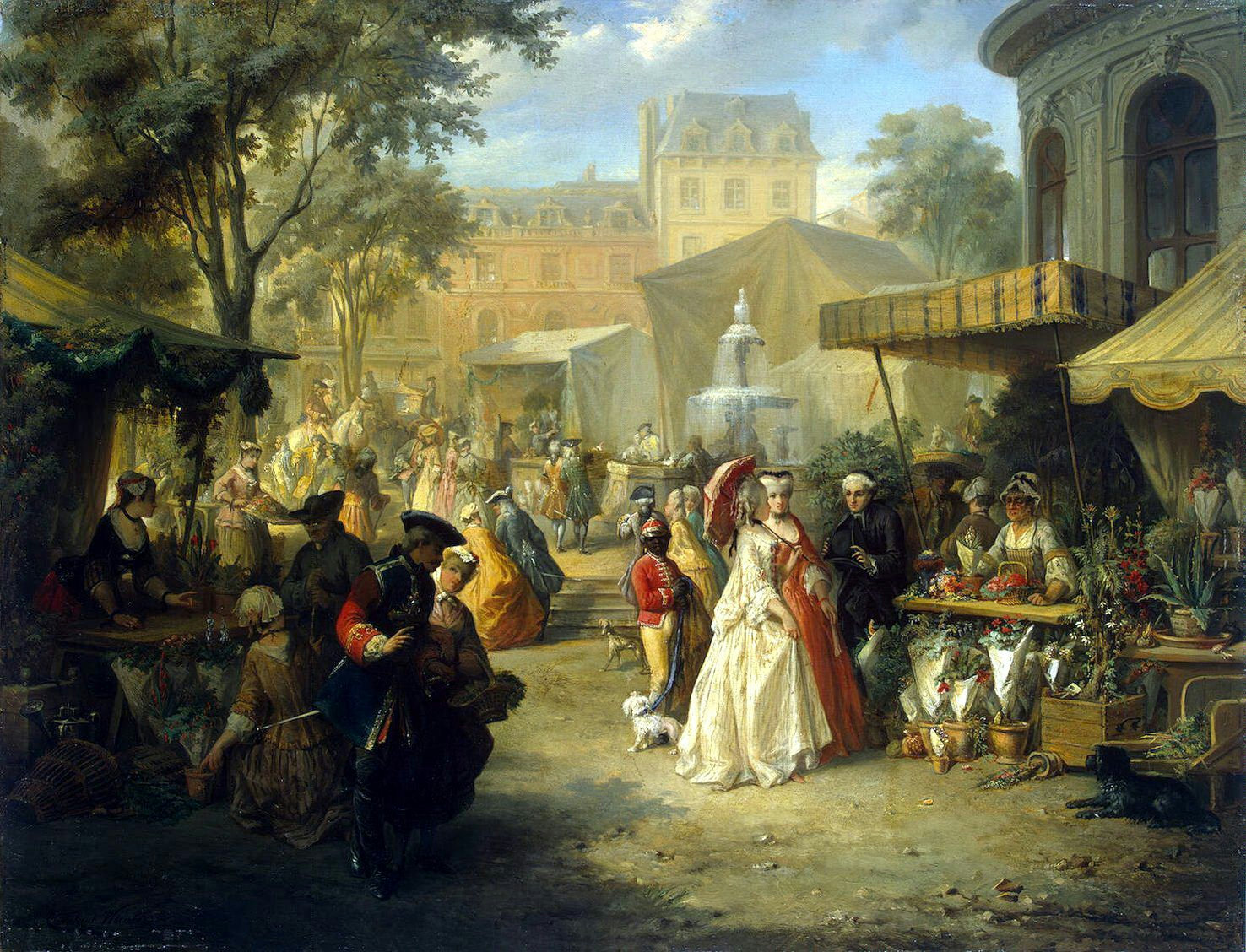
De kermis, 1850
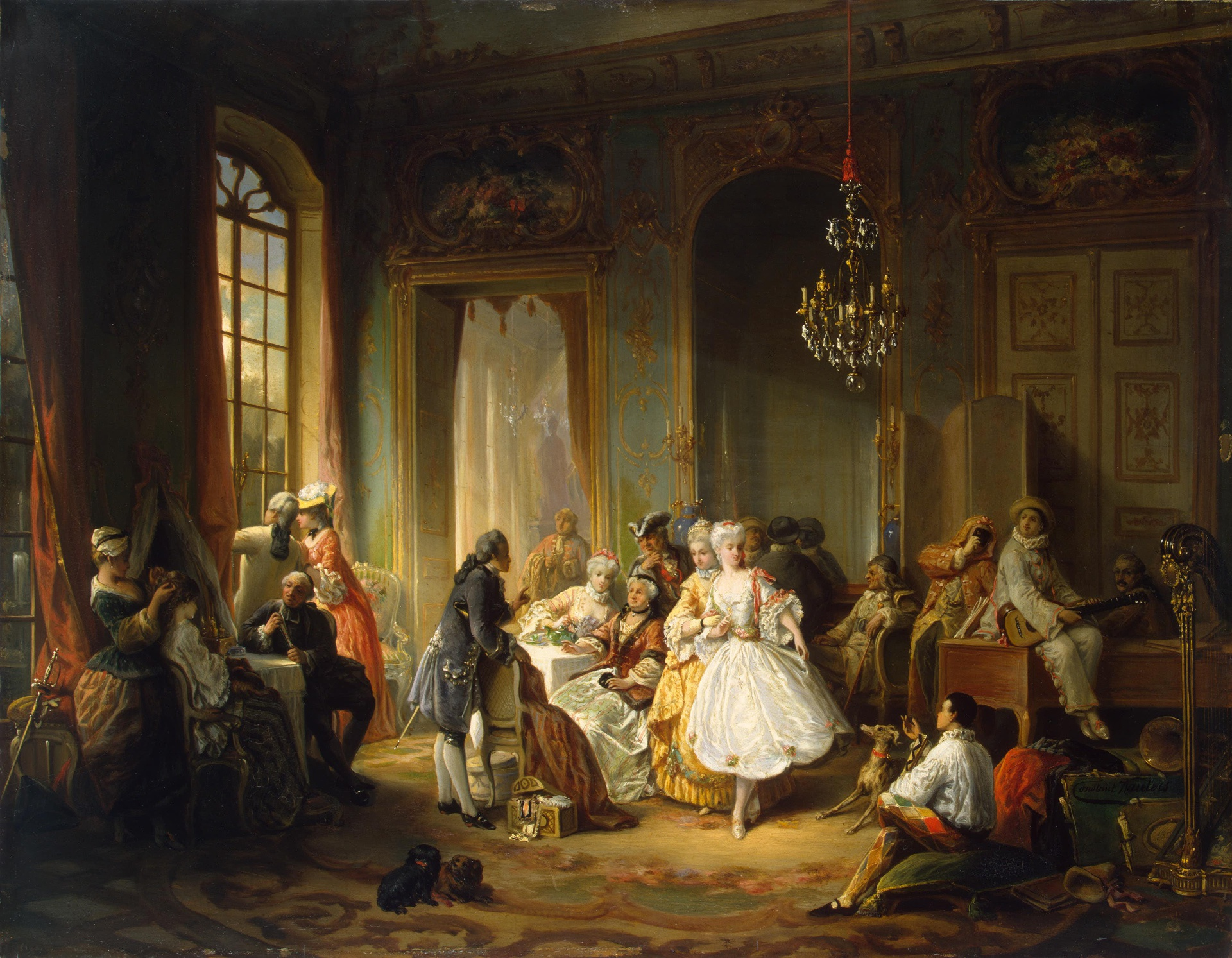
Komedianten voor een uitvoering, 1851
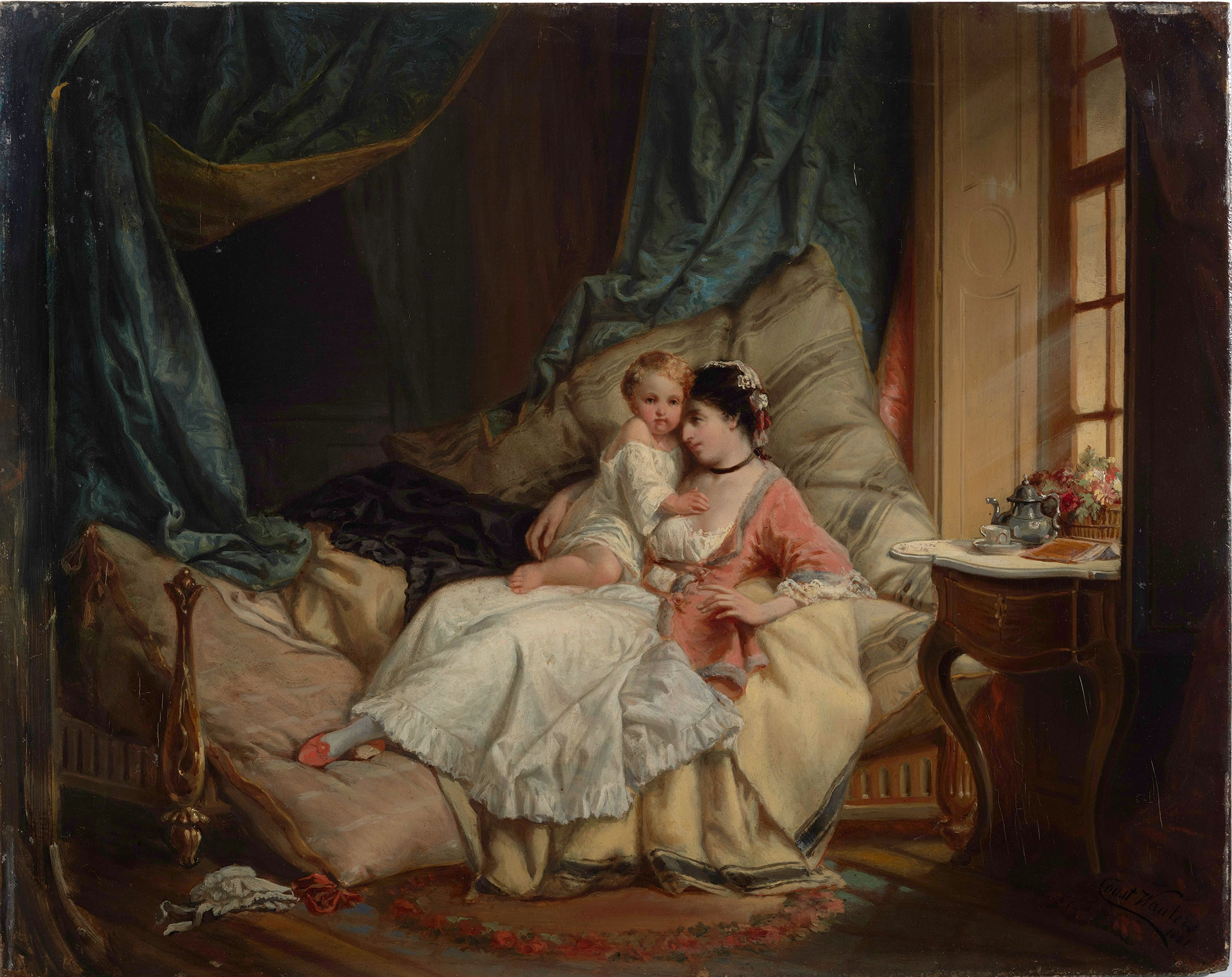
Moeder en kind, 1851